# Liste de films tournés dans le département de Saône-et-Loire
Un certain nombre d'œuvres cinématographiques et télévisuelles ont été tournés dans le département de Saône-et-Loire.
Voici une liste à compléter de films, téléfilms, feuilletons télévisés, films documentaires... tournés dans le département de Saône-et-Loire, classés par commune, lieu de tournage et date de diffusion.
- Haut – A
- B
- C
- D
- E
- F
- G
- H
- I
- J
- K
- L
- M
- N
- O
- P
- Q
- R
- S
- T
- U
- V
- W
- X
- Y
- Z

## A
- Autun
  - 2003 : Bon Voyage de Jean-Paul Rappeneau (Prison, place Saint-Louis)[1]
  - 2012 : Au nom du fils de Vincent Lannoo

- Haut – A
- B
- C
- D
- E
- F
- G
- H
- I
- J
- K
- L
- M
- N
- O
- P
- Q
- R
- S
- T
- U
- V
- W
- X
- Y
- Z

## B
- Bouzeron
  - 2015 : Premiers Crus de Jérôme Le Maire

- Brienne
  - 1927 : Napoléon d'Abel Gance

- Haut – A
- B
- C
- D
- E
- F
- G
- H
- I
- J
- K
- L
- M
- N
- O
- P
- Q
- R
- S
- T
- U
- V
- W
- X
- Y
- Z

## C
- Chagny
  - 1998 : Secret défense de Jacques Rivette[2]
  - 2000 : Les Glaneurs et la Glaneuse de Agnès Varda[3]

- Chalon-sur-Saône
  - 1970 : La Dame dans l'auto avec des lunettes et un fusil d'Anatole Litvak
  - 2001 : Trois huit de Philippe Le Guay
  - 2020 : La Terre des hommes de Naël Marandin

- Charolles
  - 1958 : Les Pays de la Loire documentaire de René Corpel et Bernard Pasdeloup

- Chenay-le-Châtel
  - 2020 : La Terre des hommes de Naël Marandin

- Cluny
  - 1954 : Détective du bon Dieu de Robert Hamer
  - 1972 : Poil de carotte de Henri Graziani

- Cormatin
  - 2010 : La Marquise des ombres téléfilm d'Édouard Niermans (Château de Cormatin)

- Cuiseaux
  - 2016 : La Folle Histoire de Max et Léon de Jonathan Barré

- Cuisery
  - 1997 : Lucie Aubrac (film) de Claude Berri

- Haut – A
- B
- C
- D
- E
- F
- G
- H
- I
- J
- K
- L
- M
- N
- O
- P
- Q
- R
- S
- T
- U
- V
- W
- X
- Y
- Z

## F
- Fontaines (Saône-et-Loire)
  - 2015 : Premiers Crus de Jérôme Le Maire

- Haut – A
- B
- C
- D
- E
- F
- G
- H
- I
- J
- K
- L
- M
- N
- O
- P
- Q
- R
- S
- T
- U
- V
- W
- X
- Y
- Z

## G
- Grandvaux
  - 2002 : Le Pays du chien qui chante de Yann Dedet

- Haut – A
- B
- C
- D
- E
- F
- G
- H
- I
- J
- K
- L
- M
- N
- O
- P
- Q
- R
- S
- T
- U
- V
- W
- X
- Y
- Z

## M
- Mâcon
  - 1970 : La Dame dans l'auto avec des lunettes et un fusil d'Anatole Litvak
  - 2011 : L'Exercice de l'État de Pierre Schoeller
  - 2012 : La Grande Boucle de Laurent Tuel

- Marcigny
  - 2020 : La Terre des hommes de Naël Marandin

- Marigny
  - 2012 : Les Saveurs du palais de Christian Vincent

- Mercurey
  - 2015 : Premiers Crus de Jérôme Le Maire

- Milly-Lamartine
  - 1942 : Sur les chemins de Lamartine de Jean Tedesco

- Montagny-Lès-Buxy
  - 1998 : Secret défense de Jacques Rivette (Château de la Tour-Bandin)[2]

- Haut – A
- B
- C
- D
- E
- F
- G
- H
- I
- J
- K
- L
- M
- N
- O
- P
- Q
- R
- S
- T
- U
- V
- W
- X
- Y
- Z

## P
- Paray-le-Monial : 
  - 2011 : Dernière séance de Laurent Achard[4]
- Pierreclos (Château de Pierreclos)
  - 2005 : Le Petit Lieutenant de Xavier Beauvois
  - 2015 : Premiers Crus de Jérôme Le Maire

- Pressy-sous-Dondin
  - 1973 : Poil de carotte (Château de Dondin)

- Haut – A
- B
- C
- D
- E
- F
- G
- H
- I
- J
- K
- L
- M
- N
- O
- P
- Q
- R
- S
- T
- U
- V
- W
- X
- Y
- Z

## R
- Rully
  - 2015 : Premiers Crus de Jérôme Le Maire

- Haut – A
- B
- C
- D
- E
- F
- G
- H
- I
- J
- K
- L
- M
- N
- O
- P
- Q
- R
- S
- T
- U
- V
- W
- X
- Y
- Z

## S
- Saint-Christophe-en-Brionnais
  - 2020 : La Terre des hommes de Naël Marandin

- Saint-Loup-de-Varennes
  - 1970 : Le Cercle rouge de Jean-Pierre Melville[5]

- Savigny-sur-Seille
  - 1976 : Mado de Claude Sautet

- Haut – A
- B
- C
- D
- E
- F
- G
- H
- I
- J
- K
- L
- M
- N
- O
- P
- Q
- R
- S
- T
- U
- V
- W
- X
- Y
- Z

## T
- Tournus
  - 1997 : Lucie Aubrac de Claude Berri

- Haut – A
- B
- C
- D
- E
- F
- G
- H
- I
- J
- K
- L
- M
- N
- O
- P
- Q
- R
- S
- T
- U
- V
- W
- X
- Y
- Z